# نادي سراييفو
نادي ساراييفو لكرة القدم (بالبوسنية:Fudbalski klub Sarajevo) نادي كرة قدم بوسني يلعب في دوري الدرجة الممتازة . تم تأسيس النادي في سنة 1946 .